# 럭비 (워릭셔주)

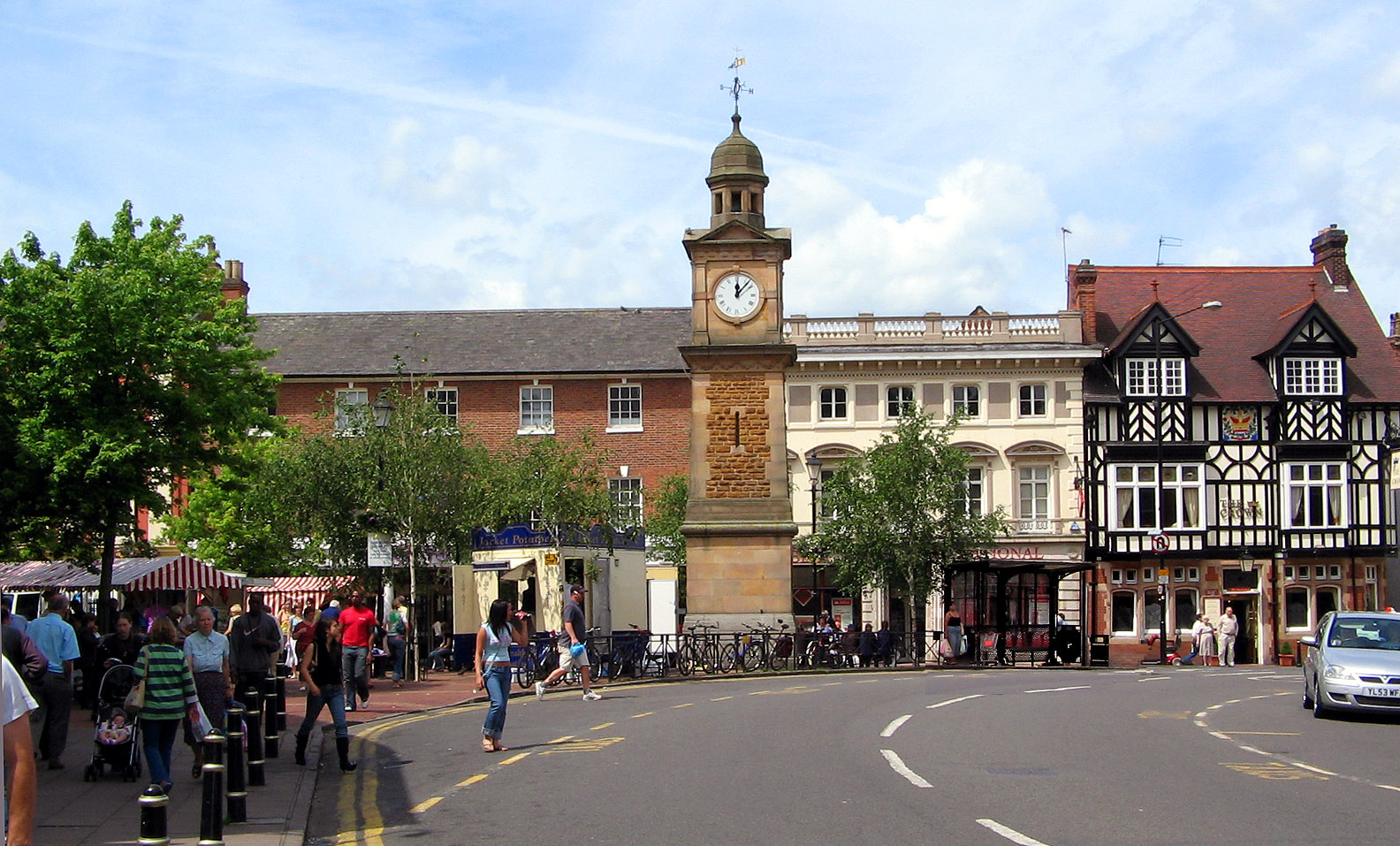
럭비

럭비(Rugby)는 잉글랜드 워릭셔주의 도시로, 인구는 61,988명이다. 럭비가 생겨난 도시로 잘 알려져 있다.